# Ura Basket
El Ura Basket es un equipo de baloncesto finlandés con sede en la ciudad de Kaarina, que compite en la Korisliiga. Disputa sus partidos en el Kupittaan palloiluhalli, con capacidad para 3760 espectadores.

## Historia
El baloncesto se juega en Kaarina desde finales de la década de 1950, gracias a Jukka Tamminen, que fue quien lo introdujo en la ciudad. El primer partido oficial se disputó en 1959, pero no fue hasta 2005 cuando se creó un club profesional, que comenzó su andadura en la División 2, el tercer nivel del baloncesto en Finlandia.
En 2018 logró por fin el ascenso a la máxima categoría, la Korisliiga, al proclamarse campeón de la 1º División A, derrotando en la final 3-1 al HBA-Marsky.

## Temporada a temporada
| Temporada | División | Liga           | Posición |
| --------- | -------- | -------------- | -------- |
| 2014–15   | 3        | 1st División B | 4º       |
| 2015–16   | 3        | 1st División B | 7º       |
| 2016–17   | 3        | 1st División B | 3º       |
| 2017–18   | 2        | 1st División A | 1º       |
| 2018–19   | 1        | Korisliiga     | 11º      |
| 2019–20   | 1        | Korisliiga     | 10º      |

## Títulos
- 1ª Division A (2º nivel):
  - Campeón (1): 2018